# Столбищенский район
Столбищенский район — упразднённая административно-территориальная единица Татарской АССР, существовавшая с 1938 по 1959 год. Административный центр — село Столбище.

## История
Столбищенский район был образован 4 августа 1938 года. В состав района вошли Богородский, Гильдеевский, Малоклыковский, Константиновский, Кощаковский, Чебаксинский, Столбищенский, Больше-Кабанский, Куюковский, Сокурский, Чемерецкий, Сапугольский, Никольский, Тарлашинский, Песчано-Ковалинский, Девликеевский, Большеотарский, Азинский, Салмачинский сельсоветы Казанского района, Кирбинский, Караишевский, Карадулинский сельсоветы Лаишевского района и Тогашевский сельсовет Пестречинского района. На момент создания район состоял из 111 населённых пунктов, которые входили в 23 сельсовета. В районе проживало 31270 человек в 6879 хозяйствах, 5607 из которых были хозяйствами колхозников, 973 — хозяйствами рабочих и служащих, 299 — хозяйствами единоличников. В районе имелось 58 колхозов.
26 марта 1959 года район был ликвидирован, а его территория передана в состав Высокогорского и Лаишевского районов.

## Административное деление
На 1 января 1948 года район включал в свой состав 23 сельсовета: Азинский, Богородский, Больше-Кабанский, Больше-Отарский, Гильдеевский, Девликеевский, Карадульский, Караишевский, Кирбинский, Константиновский, Кощаковский, Куюковский, Мало-Клыковский, Никольский, Песчано-Ковалинский, Салмачинский, Сапугольский, Сокуровский, Столбищенский, Тарлашинский, Тогашевский, Чебаксинский, Чемерецкий. Территория района составляла 955 км².

## Колхозы
По состоянию на 1949 год районе имелось 57 колхозов:
- «Красноармеец» (Столбище)
- «Красная Звезда» (Усады)
- «13 лет Октября» (Малые Кабаны)
- «Борьба» (Большие Кабаны)
- «Лена» (Дубровкка)
- «Комсомолец» (Чемерцы)
- им. Ворошилова (Саламыково)
- «Дружба» (Степановка)
- «Победитель» (Травкино)
- «Алга» (Кирби)
- «Прожектор» (Никольское)
- «Коммунар» (Кунтечи)
- «2-я пятилетка» (Читаки)
- им. Кирова (Берёзовая Грива)
- «Земледелец» (Белянкино)
- «Искра» (Сапуголи)
- «Спартак» (Пиголи)
- «Красная Заря» (Караишево)
- «13-я годовщина Октября» (Карадули)
- им. Молотова (Песчаные Ковали)
- им. Красина (Давликеево)
- им. Ленина (Тарлаши)
- им. Горького (Орловка)
- им. Калинина (Чистое Озеро)
- «20 лет Октября» (Троицкий)
- «Красный рыбак» (Матюшино)
- им. Клима Ворошилова (Большие Отары)
- «3-й год пятилетки» (Старое Победилово)
- «Волга» (Новое Победилово)
- «10 лет Октября» (10 лет Октября)
- им. Молотова (Сокуры)[6]
- им. Чапаева (Обухово)
- «2-й съезд колхозников» (Салмачи)
- им. Баумана (Вознесенское)
- «4-й год пятилетки» (Кабачище)
- им. Кагановича (Куюки)
- им. Ворошилова (Ильинка)
- «14 лет Октября» (Богородское)
- «Красная Звезда» (Чернопенье)
- «Победа Труда» (Маёвка)
- «Красный Октябрь» (Гильдеево)[7]
- им. Сталина (Дубровка)
- «Коммаяк» (Камыш)
- им. Беркутова (Чебакса)
- «Красное Знамя» (Белянкино)
- «Борьба» (Кощаково)[8]
- «Смена» (Царёво)
- «Артель труда» (Черниково)
- «Красная Званка» (Званка)
- «Новая жизнь» (Константиновка)[9]
- «Путь Ильича» (Самосырово)
- «Память Ленина» (Малые Клыки)
- «Красный партизан» (Большие Клыки)
- «Пахарь» (Азино)
- «Пламя» (Нокса)
- «Победа» (Тогашево)
- «Красный Пахарь» (Посёлок № 2)

Выделенные жирным шрифтом колхозы продолжали существовать по состоянию на 1956 год. По состоянию на тот же год, в районе действовали Константиновская и Столбищенская машинно-тракторные станции.